# Dolmen de Tièrgues
Le dolmen de Tièrgues est un dolmen situé à Saint-Affrique, en France.

## Description

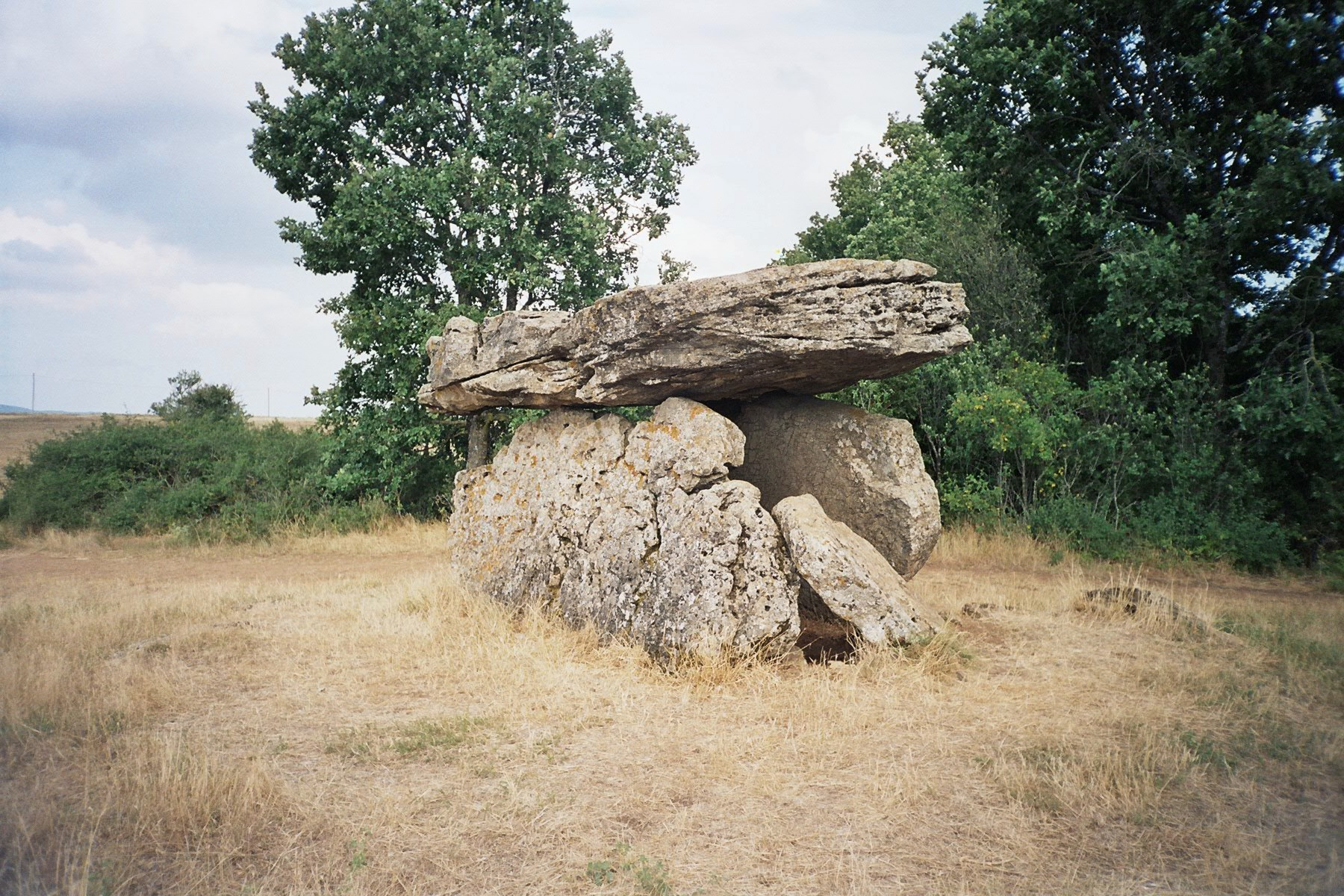
Dolmen de Tiergues

## Localisation
Le dolmen est situé sur la commune de Saint-Affrique, dans le département français de l'Aveyron.

## Historique
L'édifice est classé au titre des monuments historiques en 1889.